# Billbergia rupestris
Espèce
Classification phylogénétique
Billbergia rupestris est une espèce de plantes à fleurs de la famille des Bromeliaceae présente au Brésil et en Colombie.

## Distribution
L'espèce présente dans l'État d'Acre à l'extrême ouest du Brésil et dans le sud de la Colombie.

## Description
L'espèce est épiphyte.